# Ridolfo Capo Ferro
Ridolfo Capo Ferro da Cagli (també Ridolfo Capoferro, Rodulphus Capoferrus) va ser un mestre d'esgrima italià de la ciutat de Siena, conegut pel seu tractat d'esgrima amb ropera publicat el 1610.
Sembla que va néixer a la ciutat de Cagli al ducat d'Urbino (avui província de Pesaro i Urbino), però va exercir a Siena, a la Toscana. Se sap poc més de la seva vida, tot i que la dedicació a Frederic Ubald della Rovere, el jove fill del duc Francesc Maria II della Rovere, pot indicar que va estar associat a la cort d'Urbino d'alguna manera. La inrtroducció del tractat de Capo Ferro el descriu com un "mestre de la gran nació alemanya", així que probablement significa que va ser professor de la Universitat de Siena, o bé ocupant un càrrec anàleg al de degà de tots els estudiants alemanys, o bé potser només exercint de mestre d'esgrima d'aquests estudiants.

## Art i usatge de l'esgrima
El tractat de Capo Ferro Gran Simulacro dell'Arte e dell'Uso della Scherma ("Gran representació de l'art i l'usatge de l'esgrima") va ser imprès per Salvestro Marchetti i Camillo Turi a Siena, amb il·lustracions de Rafael Schiamirossi, i està dividit en dues parts: Art i Pràctica .
La primera part, dona els principis generals de l'esgrima, mentre que la segona cobreix les tècniques reals, descrites en text amb il·lustracions acompanyades. És interessant notar que algunes tècniques que denigra en la part teòrica són utilitzades en la part pràctica; notablement, descarta les fintes per perilloses o inútils (segons la situació) i després les utilitza lliurement en diverses accions a la segona part del llibre.
L'espasa recomanada per Capo Ferro hauria de ser "el doble de llarga que el braç, i tant com la meva extraordinària estocada a fons, la longitud de la qual correspon a la que hi ha entre l'aixella i la planta del peu". Per a un home de 1,80m d'alçada, això equivaldria a una espasa de 140cm de llarg.
El llibre cobreix l'ús de la ropera sola, inclosos desarmaments bàsics, així com la combinació de ropera i daga, capa o rodella, una combinació ja inusual en aquell període, encara que molt estesa durant el segle XVI anterior. La rodella és un escut rodó còncau de mida mitjana d'aproximadament 60 cm de diàmetre amb dues corretges per subjectar-lo. Avui hi ha versions de metall similars, recuperades especialment a Espanya, encara que molt rarament a Itàlia, la qual cosa implica que aquests escuts estaven fets d'un material perible com fusta o cuir o una combinació d'aquests materials. El manual també inclou tècniques per lluitar contra oponents esquerrans.
Mentre que molts llibres moderns afirmen que les roperes no disposaven de talls esmolats, o només tenien el tall mínim per dissuadir les engrapades de la fulla, gairebé el 30% de les tècniques incloses en el tractat de Capo Ferro utilitzen el tall com opció primària o secundària.

## Ortografia del nom
La portada del llibre de Capo Ferro escriu el seu cognom en dues paraules en italià, Capo Ferro, i una paraula en llatí, Capoferrus. Tanmateix, les grafies d'aquestes coses no estaven estandarditzades en aquesta època, i se'n poden veure diverses en altres fonts. "Prima [e secundi] parte dell'Historia siciliana (1606)" mostra clarament el nom escrit en dues paraules, mentre que el tractat d'esgrima de Giuseppe Morsicato-Pallavicini de 1670 lel mostra com Capoferro; algunes obres, com "Bibliotheca Stoschiana sive Catalogus selectissimorum librorum quos Collegerat Philippvs Liber Baro De Stosch" (1759), fins i tot tenen el nom guionat (Capo-Ferro).
Els escriptors més recents, com ara la bibliografia d'esgrima de Jacopo Gelli, The Martial Arts of Renaissance Europe de Sydney Anglo i la llista dels seus llibres en molts catàlegs de biblioteques, utilitzen l'ortografia italiana moderna del nom, Capoferro.

## Influència
El llibre de Capo Ferro devia ser prou popular, ja que es va reeditar diverses vegades, però pocs tractats de la següent generació l'esmenten i els que ho fan no són necessàriament complementaris. Tanmateix, un extens manual de ropera alemany publicat el 1615 per Sebastian Heussler extreu clarament molts conceptes de Capo Ferro i Salvator Fabris, combinant-los en un sol sistema. Heussler fins i tot utilitza una de les il·lustracions de Capo Ferro (figura 9) sense modificar.

## En la cultura popular
A l'obra de ficció La princesa promesa de William Goldman, Inigo Montoya i L'Home de Negre s'enfronten al cim d'un on esmenten diverses tècniques d'esgrima que han estudiat, incloses les de Capoferro.